# Kafia Kingi
Kafia Kingi o Kafiya Kinji és una comunitat a l'estat de Lol, Sudan del Sud. L'àrea de Kafia Kingi és una regió molt rica en mineral a la frontera entre Sudan i Sudan del Sud. En els acords presos el 2005 a l'Acord de Pau Complet passà a formar part de Sudan del Sud, tal com estava definida la línia nord-sud de l'"1 de gener de 1956". Sudan controla tota o la major part d'aquesta àrea, avui en dia, encara que de vegades des de les forces de la independència del Sud del Sudan n'han controlat breument grans porcions. No va ser fins al 1960 que l'àrea Kafia Kingi va ser traslladada al nord d'aquesta línia i s'afegí al Darfur. El senyor de la guerra Joseph Kony es creu que s'amaga a Kafia Kingi.